# Abbazia di San Magno (Füssen)
L'abbazia di San Magno, in tedesco Kloster Sankt Mang, è un'antica abbazia benedettina sita nel territorio della città bavarese di Füssen, in Germania.

## Storia

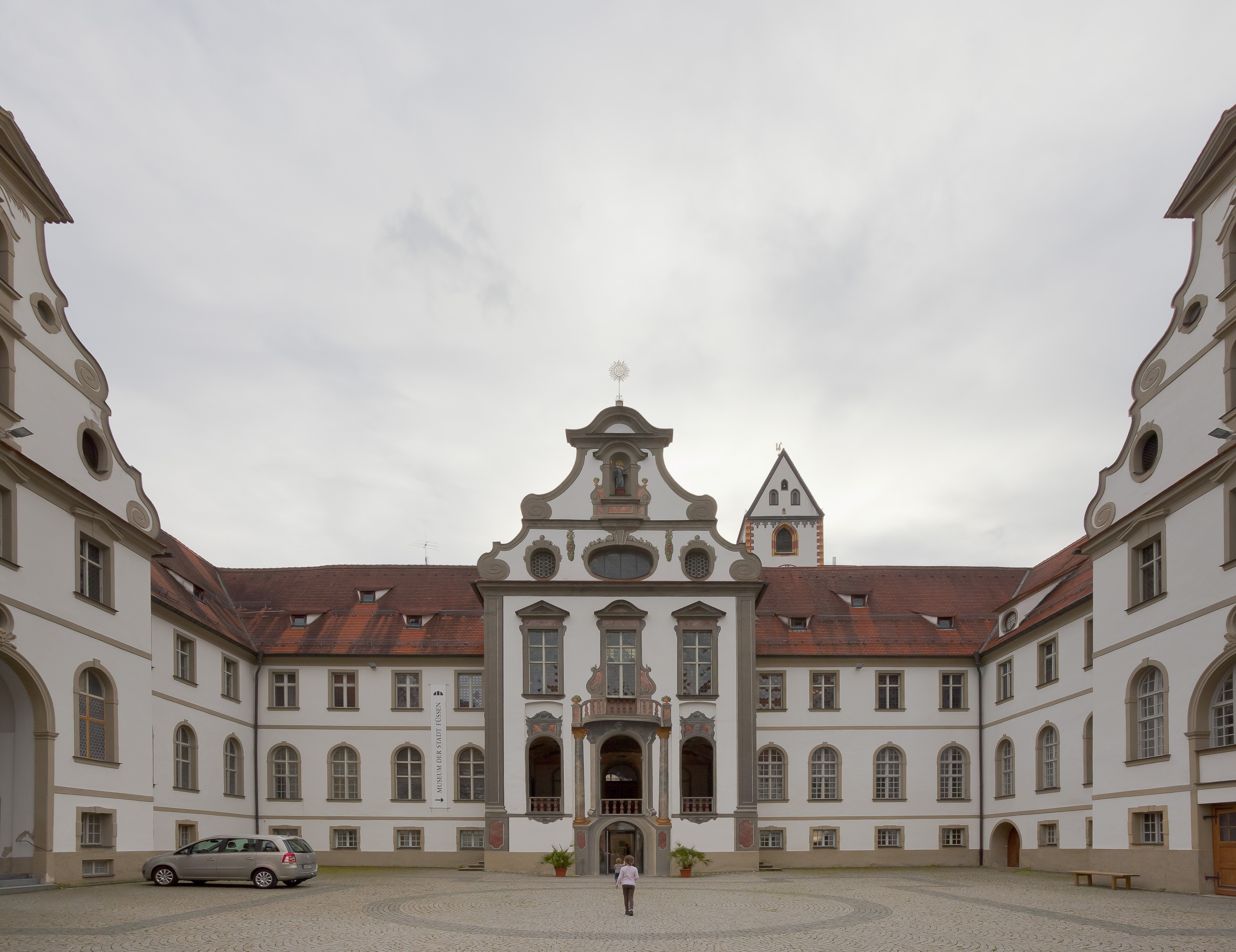
Il cortile dell'abbazia.

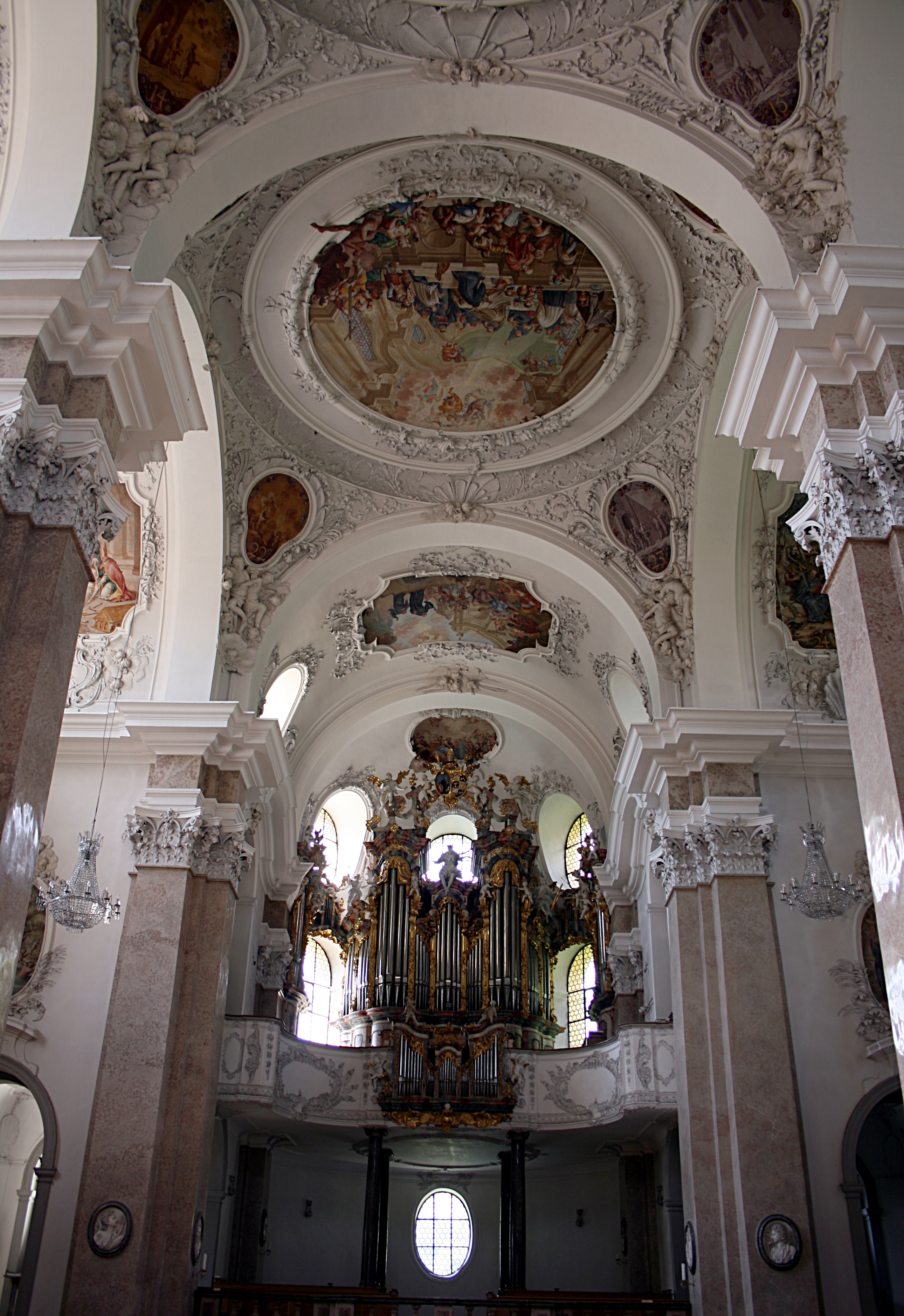
Veduta interna della chiesa abbaziale.

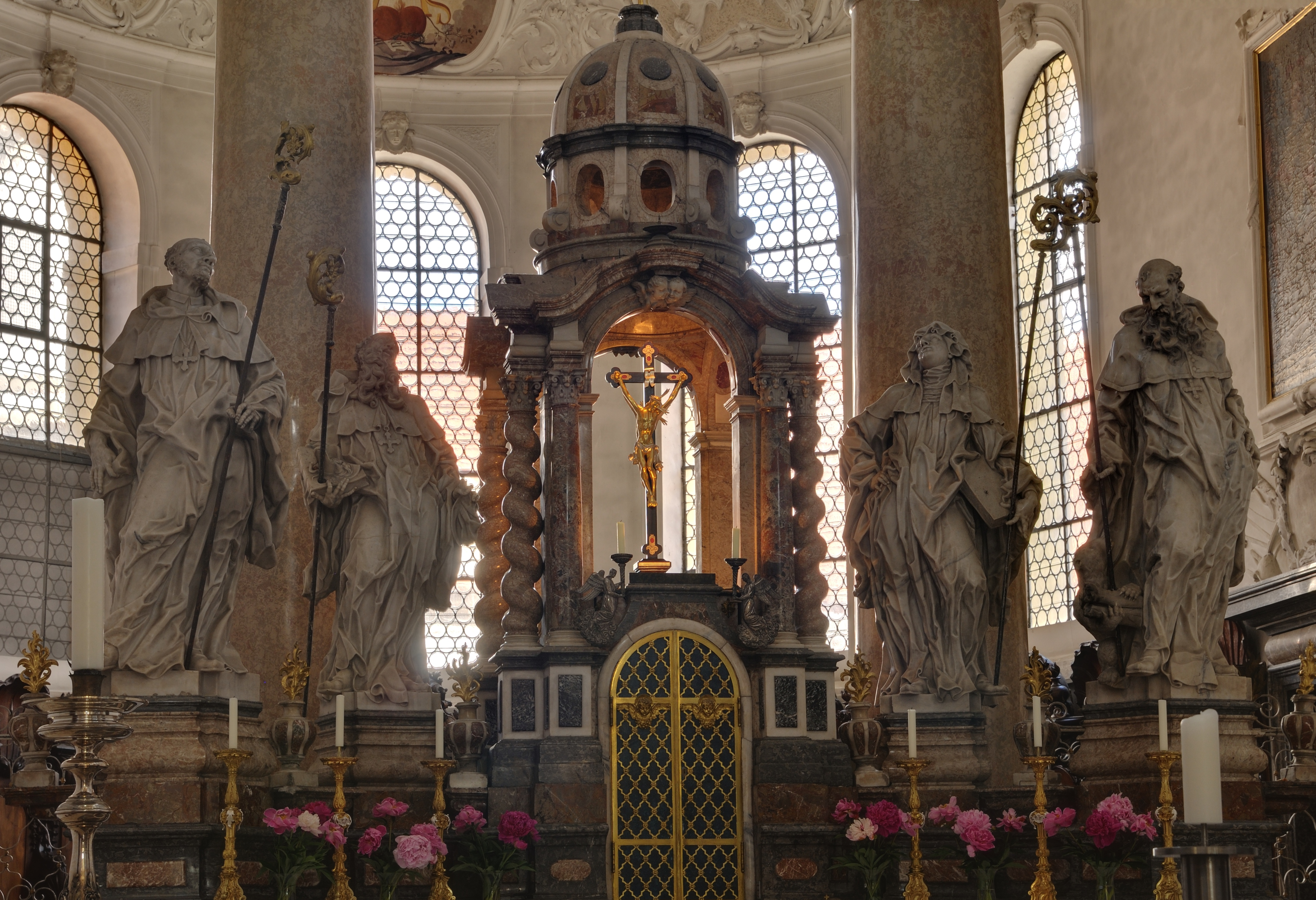
L'altar maggiore della chiesa abbaziale

L'abbazia di San Magno venne eretta nel IX secolo come convento proprio del vescovo di Augusta. La fondazione originaria tuttavia è ancora anteriore, quando san Magno vi costruì una cella ed un oratorio, ove morì, si presume intorno al 772. 
La fondazione dell'abbazia non era motivata esclusivamente da scopi religiosi, ma vi furono anche sullo sfondo consistenti interessi politici.
Opportunamente situata su una importante via di comunicazione medievale, che da Augusta conduceva verso l'Alta Italia, oltre la gola del Lech sulle Alpi vicino a Füssen, l'abbazia assunse una posizione geografica chiave. I vescovi di Augusta e la politica imperiale anelarono a occupare questa posizione strategica.
La storia dell'abbazia nel medioevo fu segnata dagli sforzi dei monaci negli alti e bassi degli sviluppi della comunità nel perseguire una vita retta dai principi di san Benedetto. Così la comunità monastica di san Magno, nel corso dei secoli, aderì sempre ai movimenti riformatori, che si proponevano un ritorno alle radici della vita benedettina.
La maggior parte delle riforme suscitarono un rilancio spirituale, personale ed economico, che si riflesse anche in misure di ampliamenti edilizi e incarichi artistici.
Le energie della Controriforma trovarono la loro espressione nella costruzione di grossi conventi barocchi, che vennero eretti tra il 1696 e il 1726. Così il complesso monastico di San Magnus, insieme al castello, formarono l'attuale immagine della città di Füssen.
All'architetto Johann Jakob Herkomer (1652–1717) riuscì il progetto, dall'irregolare struttura dell'Abbazia medievale, di un complesso monastico simmetrico.
Il nuovo allestimento della basilica medievale, un edificio barocco secondo il modello veneziano, assurse a simbolo architettonico della venerazione di san Magno.
Il fabbricato rappresenta una monumentale reliquia del santo.
Per la prima volta nelle architetture barocche della Germania meridionale prevale qui la descrizione della vita di un santo locale nel programma di rappresentazioni del ciclo degli affreschi.
Nella seconda metà del XVIII secolo i compiti della comunità monastica si rivolsero verso la cura delle anime, la scienza, la musica e il sistema educativo.
Benché l'abbazia non abbia mai aspirato ad ottenere l'immediatezza imperiale, si impose significativamente a Füssen ed all'intera regione come centro economico e di potere, come punto di cristallizzazione della cultura e come punto centrale della vita religiosa.
L'11 dicembre 1802, nel corso delle guerre napoleoniche ed a seguito del trattato di Lunéville i principi di Oettingen-Wallerstein entrarono in possesso dell'abbazia.
Il 15. gennaio 1803 la principessa Guglielmina diede disposizione all'abate Aemilian Hafner di liberare l'abbazia e svuotarla entro il 1. marzo di quello stesso anno.
Nel 1819 venne battezzato nella chiesa abbaziale il padre redentorista (e futuro beato) Francesco Saverio Seelos.
Nel 1839 il ciambellano del regno di Baviera Christoph Friedrich Freiherr von Ponickau acquistò la signoria su San Magno. Due anni prima però la ex chiesa abbaziale era stata trasferita a titolo di donazione alla parrocchia di Füssen: da allora l'antica abbazia benedettina rimase divisa in due parti.
Nel 1909 la città di Füssen acquistò dalla famiglia di Ponickau la proprietà dei beni abbaziali e con questi anche gli edifici abbaziali, nella cui ala settentrionale venne installato il Municipio. Nell'ala meridionale si trova ora il museo della città di Füssen, dove si possono visitare anche le rappresentazioni barocche dell'abbazia.

## La cappella di sant'Anna

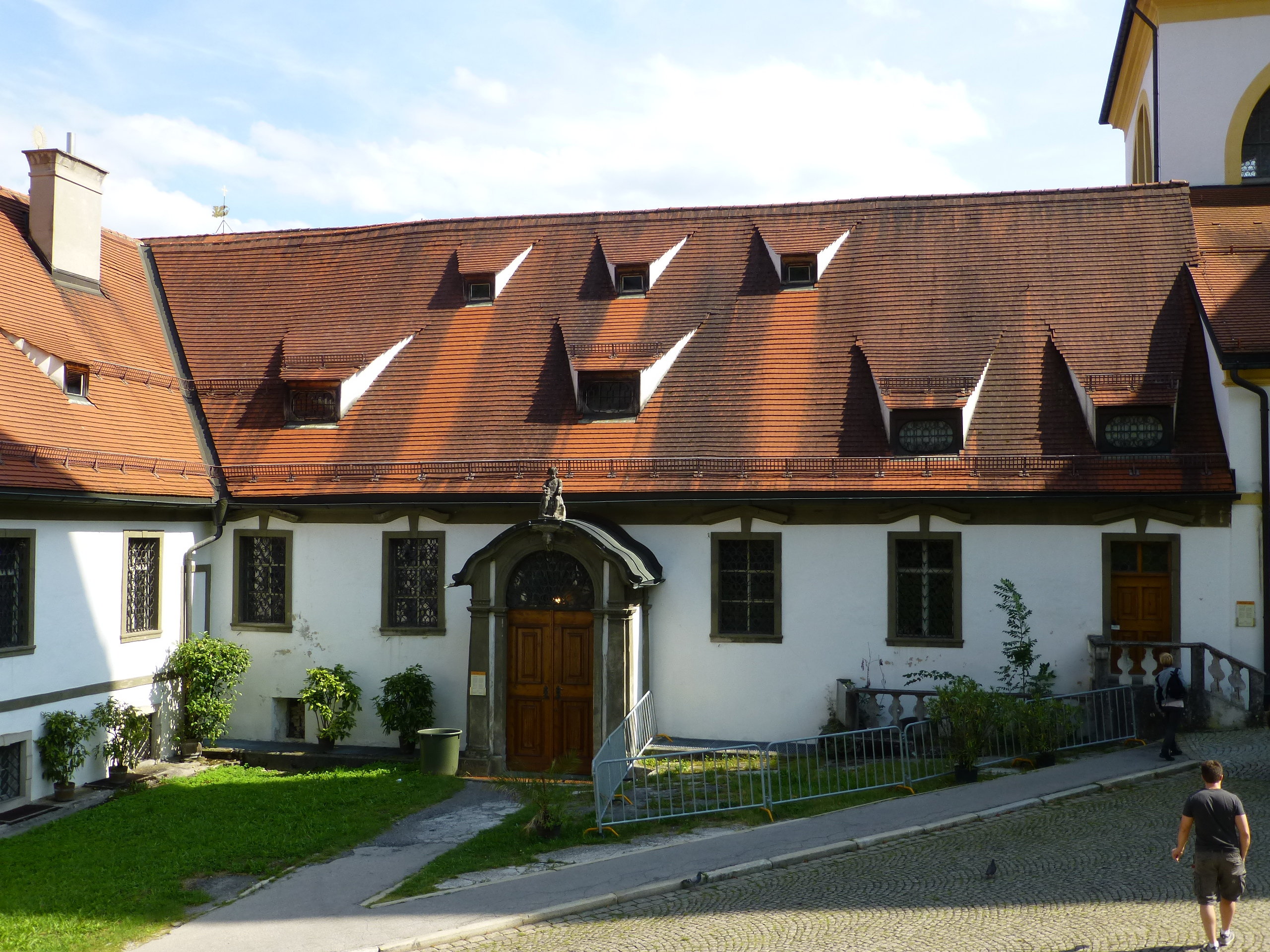
Cappella di Sant'Anna a Füssen

La cappella originale venne eretta nel IX secolo come chiesa abbaziale di San Magno e successivamente funse da cappella funeraria, principalmente dei cavalieri di Freiberg-Eisenberg.
Nel 1602 Jakob Hiebeler dipinse la famosa, monumentale Danza macabra di Füssen, che è una delle più importanti rappresentazioni di questo tipo nei paesi di lingua tedesca. Sotto il motto 
(Motto della Danza macabra di Füssen)
Oltre ai numerosi epitaffi e rappresentazioni della morte risalenti al XVI e XVII secolo, vi si trova la scultura tardo-gotica del Trio di sant'Anna (sant'Anna, la figlia Maria e Gesù bambino).

## Gli edifici barocchi

### La sala imperiale
- Architetto: Carlo Andrea Maini
- Affrescatore: Franz Georg Hermann (1692–1768)
- Completamento: 1721–1723

La sala imperiale fu concepita dal costruttore Baumeister Johann Jakob Herkomer (1652–1717) come punto centrale dell'intero complesso abbaziale. 
Allo stesso tempo la sala si trova sull'asse centrale della chiesa abbaziale e dell'ingresso. L'architettura e l'artistico arredamento come sala di colonnati avevano la funzione politica di mostrare la grandezza della signoria dell'abbazia.
La polarità della Chiesa e del mondo costituisce pure il tema dei grandiosi affreschi della volta, eseguiti dal pittore di corte Franz Georg Hermann (Kempten, 1692 – ivi, 1768).
Il progetto degl'interni venne affidato dall'abate Dominikus Dierling all'architetto Carlo Andrea Maini, che aveva parimenti realizzato la sala imperiale dell'abbazia di Ottobeuren.
Con la concezione architettonica del Maini l'abbazia di San Magno s'inserì nelle costruzioni di abbazie e castelli, che emulano lo stile imperiale "Carlo VI". Con questa sfarzosa sala rettangolare l'abbazia voleva dimostrare la sua ambizione a divenire un'abbazia dipendente direttamente dall'Impero. Parimenti venne illustrato il crescente ruolo dell'Ordine benedettino nella storia della Chiesa.
Il concetto generale dell'allestimento della Sala è sotteso da una numerologia. La serie numerica 2 – 4 – 8 – 16 – 32 permea questa struttura, ove il numero 4, anticipato come segno del mondo già dalla pianta rettangolare, domina. Così si contrappongono nel dipinto del soffitto Chiesa e Mondo. La Chiesa è simbolizzata da 4 figure a stucco, che rappresentano le quattro virtù cardinali, ciascuna delle quali con il proprio simbolo: La Sapienza reca uno specchio, la Forza una spada, la Giustizia una bilancia e la Temperanza un unicorno.
Il Mondo è parimenti simbolizzato da 4 figure a stucco, che rappresentano altrettanti continenti: Africa, Europa, America e Asia (Australia ed Antartide a quei tempi non erano ancora conosciute). Le otto colonne ed i sedici pilastri rappresentati suddividono lo sviluppo dell'affresco e una rosa dei venti a 32 punte è posta al centro del dipinto del soffitto.
La sala imperiale, che è anche detta "sala dei Principi" è oggi visitabile nel quadro del museo cittadino di Füssen e funge spesso come sala per i concerti, che fin dal 1951 vi vengono allestiti annualmente fra giugno e settembre.

### Biblioteca e refettorio
- Architetto: Johann Jakob Herkomer (1652 – 1717)
- Affrescatore: Francesco Bernardini
- Pittore: Anton Sturm (1690 – 1757)
- Dipinti ad olio: Franz Anton Zeiler (1716 – 1794)
- Completamento: 1719

L'edificio della biblioteca di San Magno vale l'originale nella Svevia bavarese.

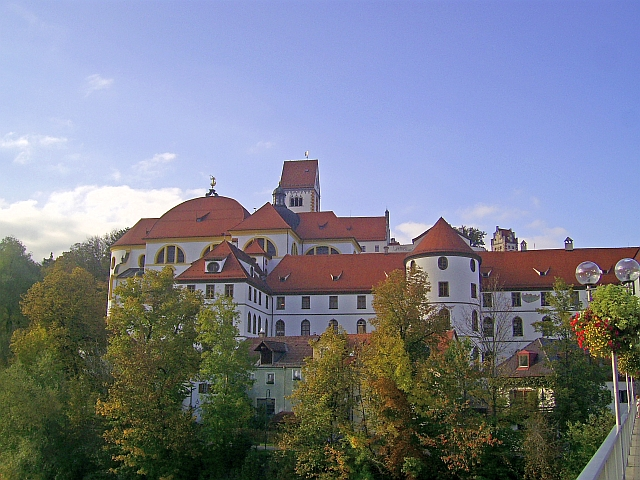
Veduta del ponte sul Lech dall'abbazia

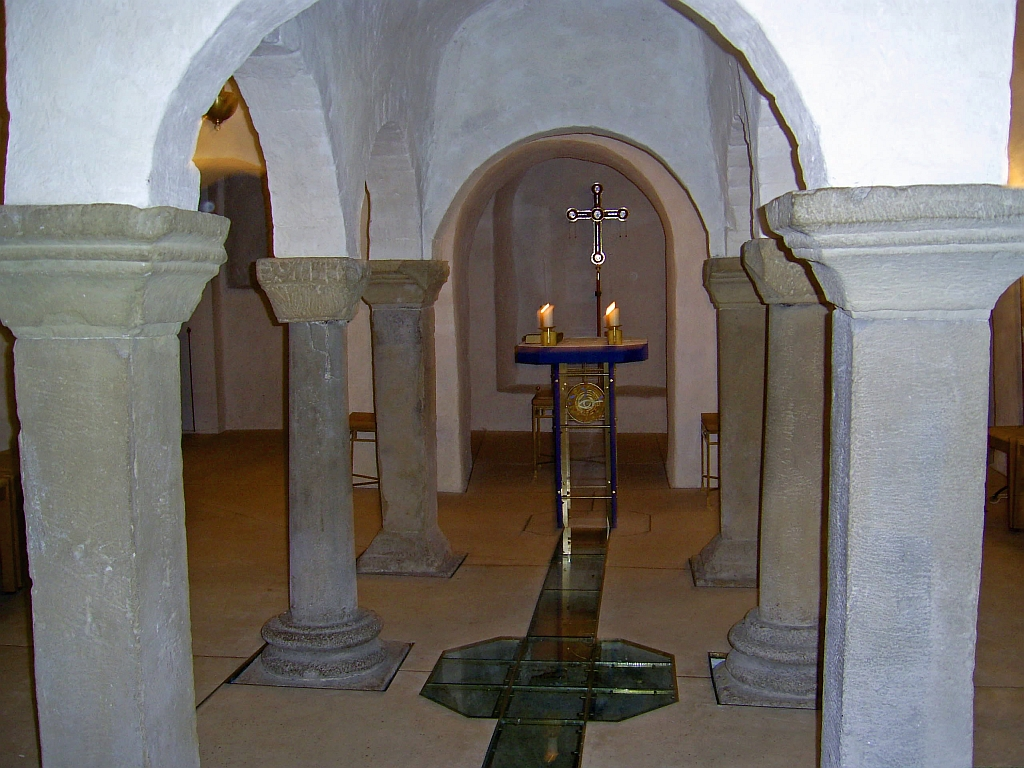
Spazio del baldacchino della cripta di San Magno

La straordinaria sala ovale della biblioteca costituisce il punto centrale del fronte meridionale del complesso barocco. L'interno sorprende per la sua alta cupola che lo sovrasta e specialmente anche per l'ampia apertura ovale nel centro dell'ambiente, che rende possibile la vista del sottostante refettorio dei monaci.
Questa concezione architetturale è forse un segno che simboleggia l'unità di spirito e corpo, del cibo spirituale e di quello materiale.
I viaggiatori riportano, che durante i pranzi dei giorni festivi risuonava la musica di sopra, dalla biblioteca. Verso la fine del XVIII secolo nella biblioteca era stato installato persino un automa musicista.
In inverno l'apertura poteva essere chiusa, a causa del freddo, mediante una calotta, costituita da un dipinto ad olio. Questo era stato realizzato nel 1781 da Franz Anton Zeiler e mostra il carro di trionfo dei fondatori dell'Ordine benedettino, che viene trainato dai quattro continenti.
In estate si offre in alto, alla vista dei monaci, l'affresco della cupola, opera del 1719 di Francesco Bernardini, che mostra quattro figure femminili rappresentanti allegoricamente la Saggezza divina, la Prudenza, la Verità e la Conoscenza.
I putti del pittore Anton Sturm sul soffitto della galleria della biblioteca rappresentano le diverse arti liberali. Opera di Anton Sturm è anche la scultura sulla fonte del refettorio, che rappresenta san Magno.
L'intero contenuto della biblioteca, nel corso della Secolarizzazione bavarese del 1803, venne consegnato ai nuovi proprietari, il casato dei principi di Oettingen-Wallerstein.
Oggi i libri della biblioteca dell'ex abbazia di San Magno fa parte della Biblioteca Oettingen-Wallerstein, in gran parte nella biblioteca universitaria di Augusta. Una parte piccola, ma di gran valore, dei manoscritti fu donata all'archivio diocesano di Augusta.

## Abati di San Magno
Fino al 919 non vi sono menzioni documentate di abati di San Magno. Secondo la tradizione dell'abbazia, san Magno viene venerato come fondatore della medesima, cui successe il beato Corrado.

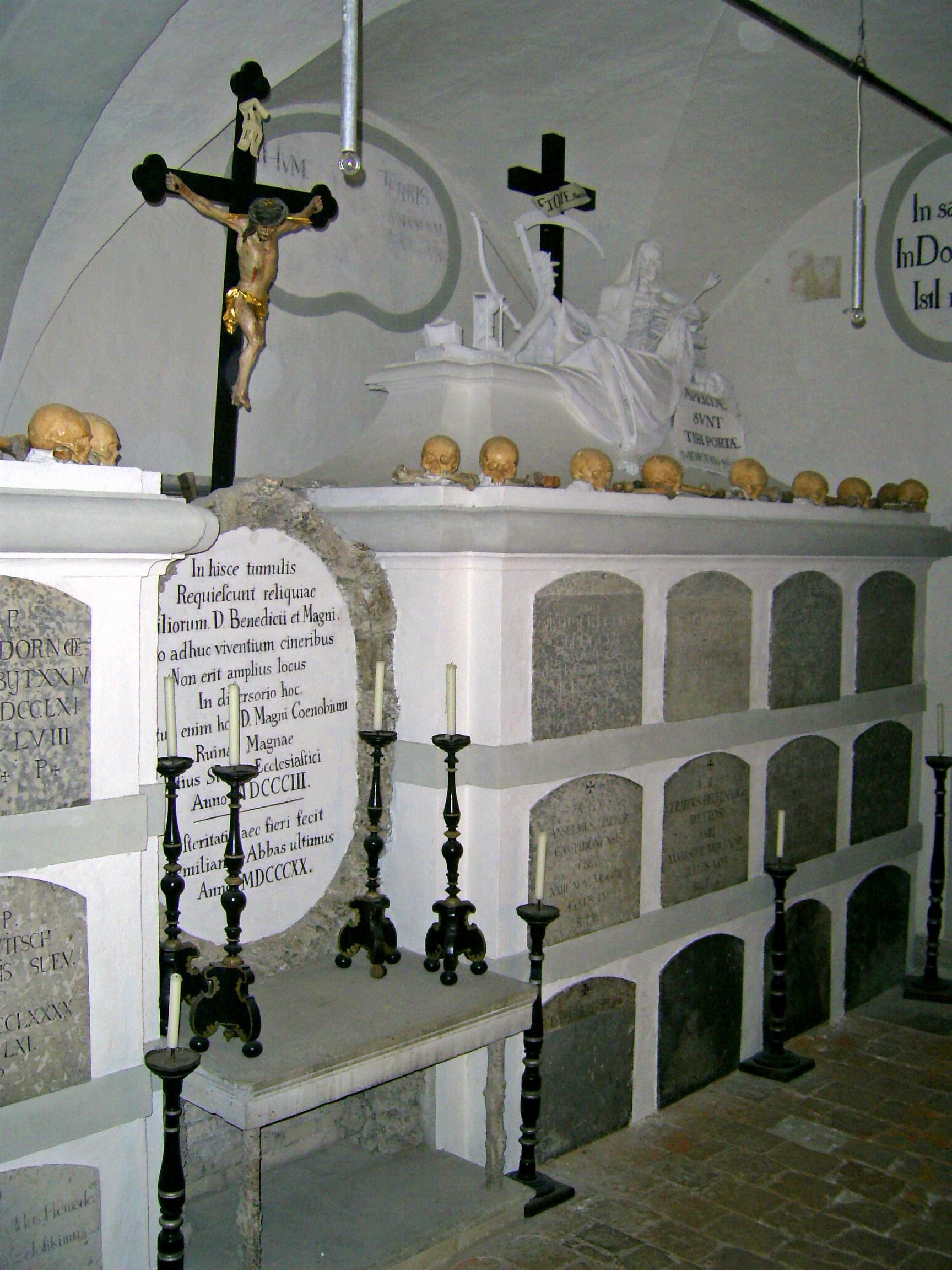
Cripta di San Magno: le tombe degli abati (1)

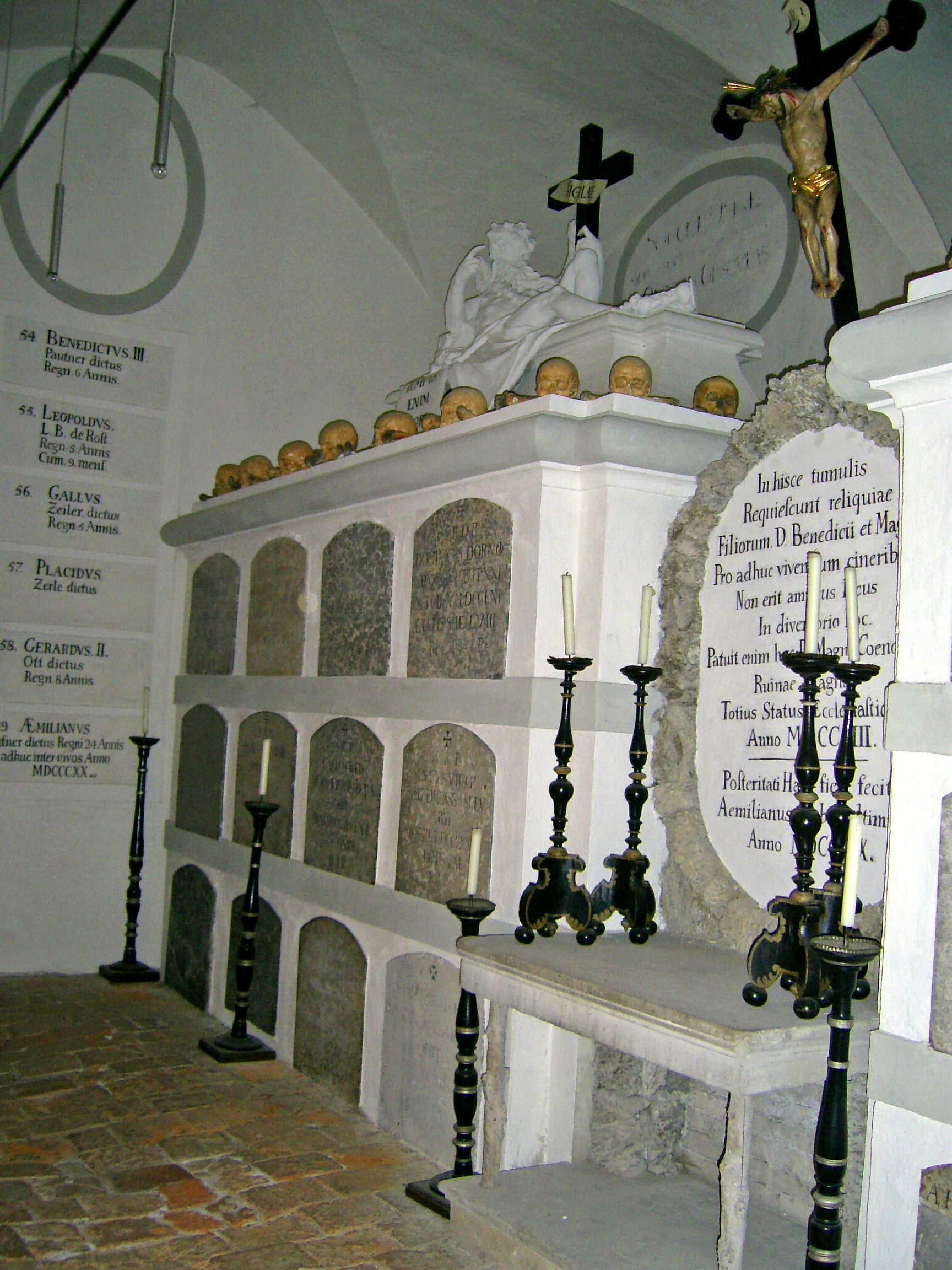
Cripta di San Magno: le tombe degli abati (2)

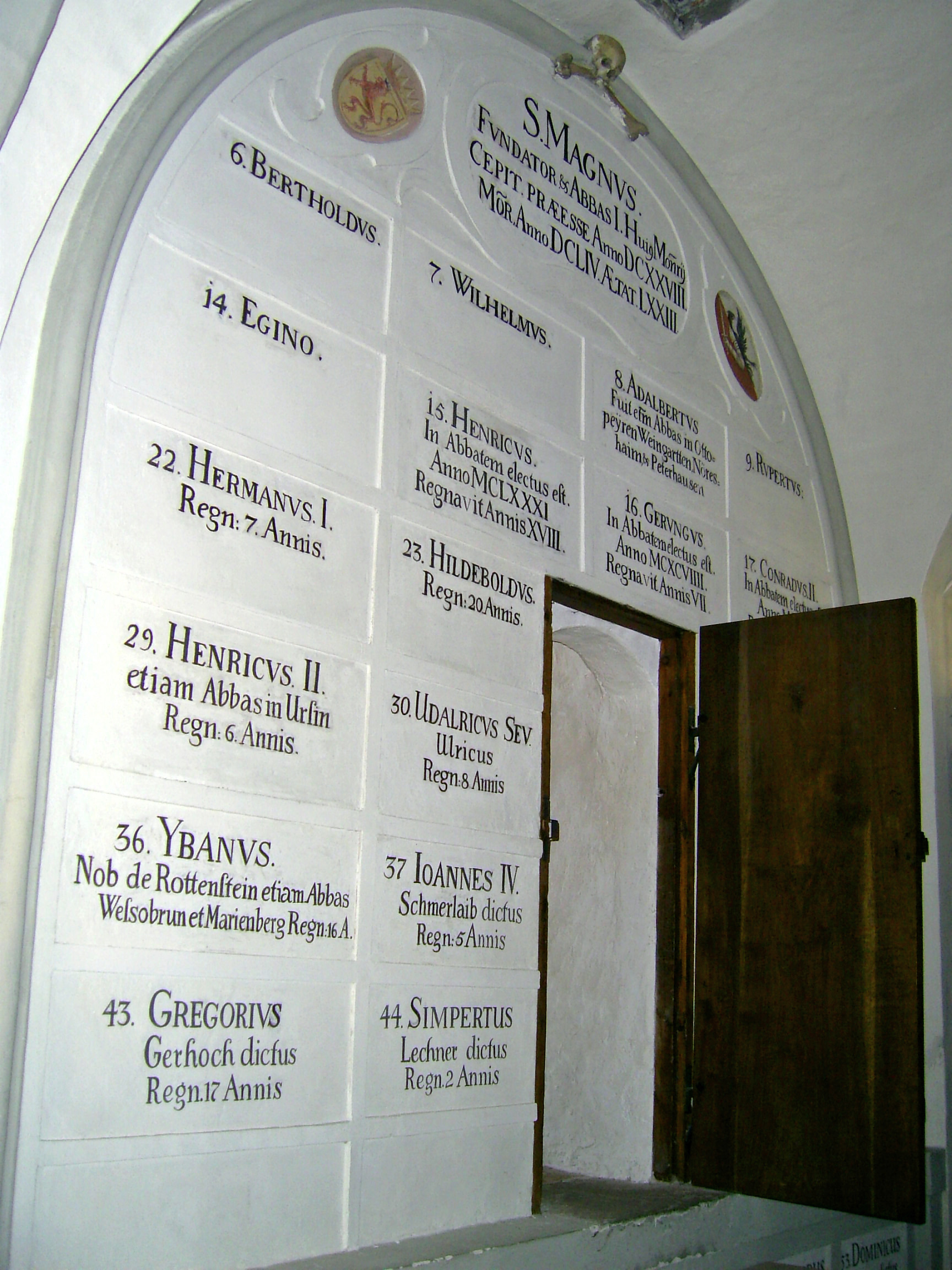
Cripta di San Magno: elenco degli abati (sub 1)

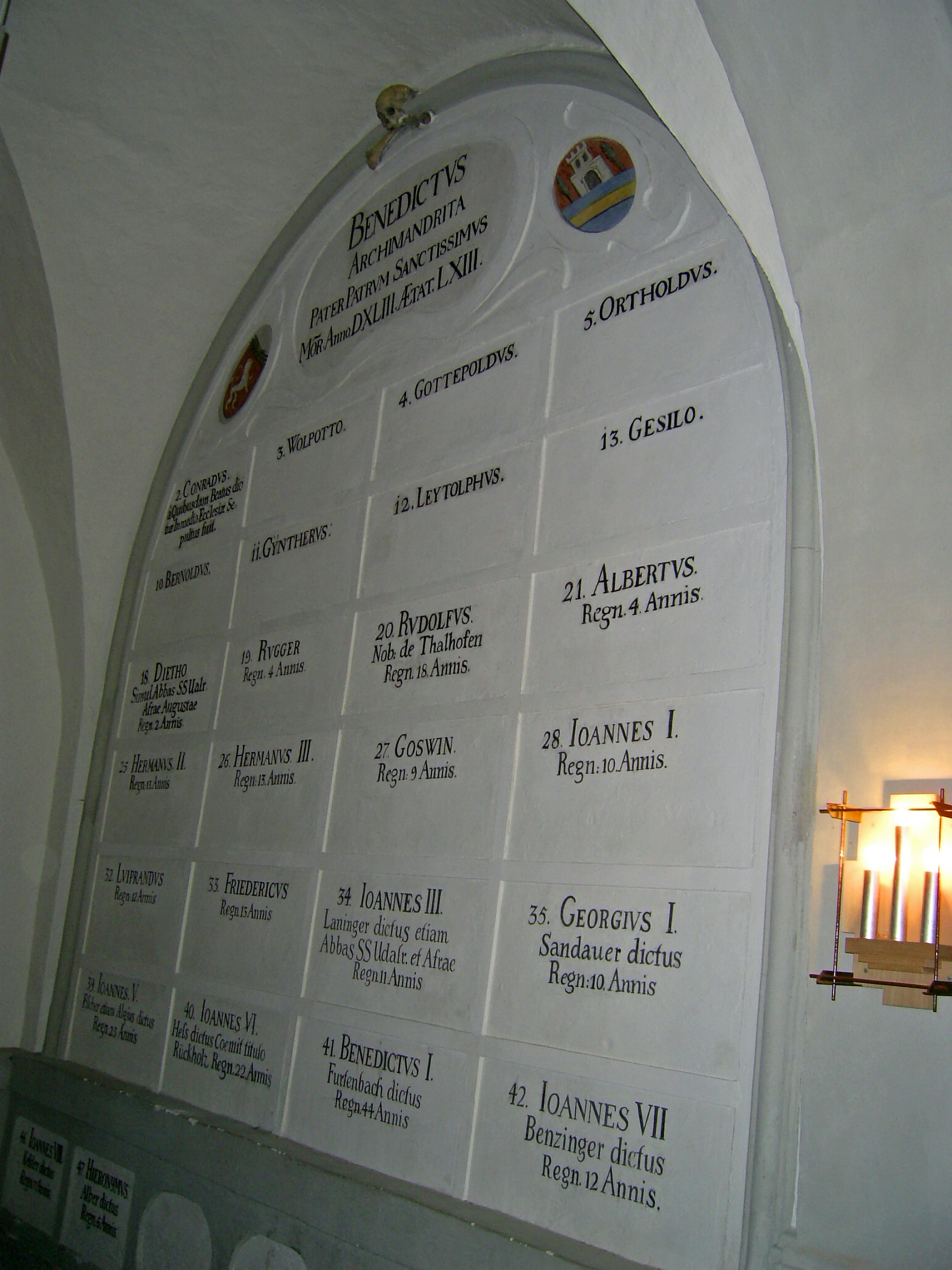
Cripta di San Magno: elenco degli abati (sub 2)

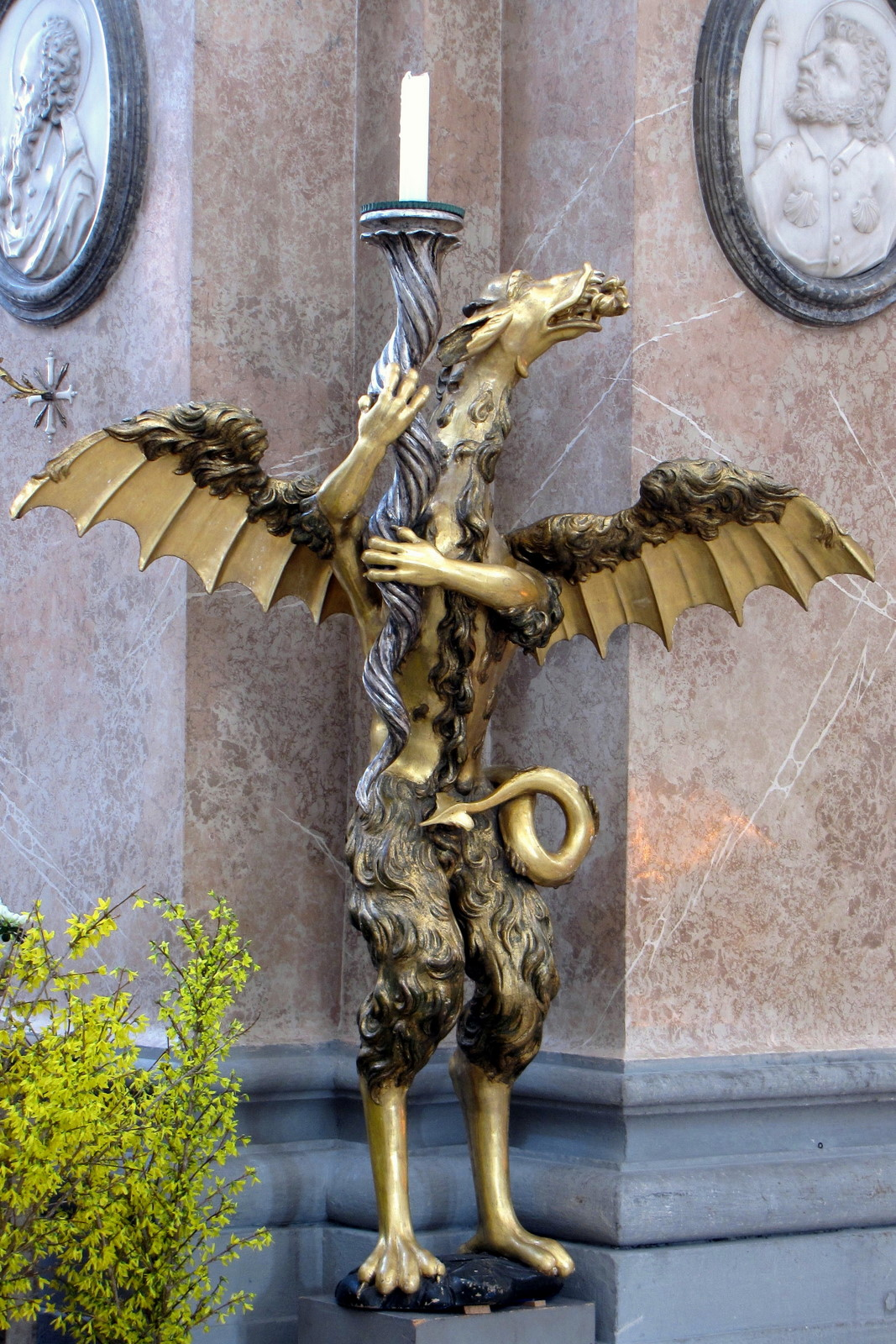
Candeliere a forma di drago nella chiesa abbaziale di San Magno, opera di Thomas Seitz (1724).

| Abati                            | Periodo di regno      | Data del decesso    |
| -------------------------------- | --------------------- | ------------------- |
| 1. San Magno                     |                       | † 6 settembre       |
| 2. Konrad I.                     |                       |                     |
| 3. Wolpoto                       | 9. Jh. ?              | † 26 aprile         |
| 4. Bernold                       | 9. Jh. ?              |                     |
| 5. Leutolph                      | 9. Jh. ?              |                     |
| 6. Gisilo                        | urk. 919              |                     |
| 7. Ortolf                        |                       | † 5 aprile          |
| 8. Heinrich I.                   |                       |                     |
| 9. Gotebold                      |                       |                     |
| 10. Berthold                     |                       | † 23 agosto         |
| 11. Adalbert                     |                       |                     |
| 12. Wilhelm                      | c. 1030–1040          |                     |
| 13. Eberhard                     | c. 1060–1061          | † 11 maggio 1091    |
| 14. Swidker                      |                       |                     |
| 15. Adalhalm                     | 1086                  | † 25 agosto 1094    |
| 16. Alberich                     |                       | † 23 gennaio        |
| 17. Konrad II.                   | urk. 1160–c.1175      |                     |
| 18. Heinrich II.                 | urk. 1178–urk.1191    | † 19 febbraio       |
| 19. Konrad III. urk. 1206 & 1218 | † 14 luglio c. 1218   |                     |
| 20. Dieto (Theodo)               | urk. 1219 & 1222      | † März 1225         |
| 21. Rugger                       | urk. 1227             |                     |
| 22. Rudolf von Thalhofen         | 1235, 1251            | † 22. maggio        |
| 23. Albert                       | urk. 1255             | † 13 marzo 1256     |
| 24. Hermann I.                   | urk. 1257, 1262       |                     |
| 25. Hiltebold                    | urk. 1263, 1283       | † 19 ottobre 1284   |
| 26. Konrad IV.                   | urk. 1284, 1285       |                     |
| 27. Hermann II.                  | urk. 1287, 1295, 1311 |                     |
| 28. Goswin                       | urk. 1313, 1317       | † 8 luglio ca. 1318 |
| 29. Heinrich III,                | urk. 1319, 1335       | † dicembre ca. 1336 |
| 30. Ulrich Denklinger            | urk. 1336, 1339       | † 18 gennaio 1347   |
| 31. Johannes I. Hochschlitz      | c. 1347               | † 11. agosto        |
| 32. Luiprand                     | 1374                  |                     |
| 33. Friedrich                    | 1390                  | † 28 aprile         |
| 34. Johannes II. Lauginger       | 1392, 1396            | † 21 marzo 1403     |
| 35. Georg I. Sandauer            | 1397–1410             | † 15. febbraio 1410 |
| 36. Yban von Rotenstein          | 1410–1426             | † 19 maggio 1439    |
| 37. Johannes III. Schmerlaib     | 1426–1431             | † 16 maggio 1431    |
| 38. Konrad V. Klammer            | 1431–1433             | † 13. marzo 1433    |
| 39. Johannes IV. Fischer         | urk. 1436–res. 1458   | † 30 marzo 1460     |
| 40. Johannes V. Hess             | 1458–res. 1480        | † 1481              |
| 41. Benedikt I. Furtenbach       | 1480–res. 1524        | † marzo 1531        |
| 42. Joh. Baptist VI. Benzinger   | 1524–1533             | † 8 aprile 1537     |
| 43. Gregor Gerhoch               | 1537–1554             | † 4 ottobre 1554    |
| 44. Sympert Lechler              | 1554–res. 1556        | † 21 novembre 1560  |
| 45. Georg II. Albrecht           | 1556–1560             | † 2 febbraio 1560   |
| 46. Johannes VII. Kessler        | 1560–1567             | † 8 giugno 1567     |
| 47. Hieronymus Alber             | 1567–1573             | † 17 agosto 1573    |
| 48. Matthias Schober             | 1579–1604             | † 15 agosto 1604    |
| 49. Heinrich IV. Amman           | 1604–1611             | † 30 luglio 1615    |
| 50. Martin Stempfle              | 1614–res. 1661        | † 26 febbraio 1665  |
| 51. Benedikt II. Bauer           | 1661–res. 1696        | † 26 luglio 1696    |
| 52. Gerhard I. Oberleitner       | 1696–1714             | † 20 marzo 1714     |
| 53. Dominikus Dierling           | 1714–1738             | † 4 settembre 1738  |
| 54. Benedikt III. Pautner        | 1738–1745             | † 18 gennaio 1745   |
| 55. Leopold Freiherr von Rost    | 1745–1750             | † 7 novembre 1750   |
| 56. Gallus Zeiler                | 1750–1755             | † 7 gennaio 1755    |
| 57. Placidus Zerle               | 1755–res. 1763        | † 24 giugno 1770    |
| 58. Gerhard II. Ott              | 1763–1778             | † 1º marzo 1778     |
| 59. Aemilian Hafner              | 1778–1803             | † 19 maggio 1823    |

## Musei
Nell'abbazia si trova oggi il Museo della città di Füssen, che contiene, tra l'altro, la storia dell'abbazia, la storia della fabbricazione a Füssen di liuti e violini e la storia della città stessa.